# Mésangette rayée
Pholidornis rushiae
Genre
Espèce
Statut de conservation UICN

 LC  : Préoccupation mineure
Statut CITES
La Mésangette rayée (Pholidornis rushiae) est une espèce d'oiseaux de placement taxonomique incertain (incertae sedis). C'est la seule espèce du genre Pholidornis.

## Description
Avec seulement 8 cm de long, il est sans-doute le plus petit oiseau originaire d'Afrique. Cette espèce a une poitrine chamois pâle et la tête recouverte de forte stries brunes. Du bas de la poitrine au bas de la croupe, cet oiseau est jaune vif. Les pates sont de couleur orange vif. Les juvéniles sont moins colorés et moins fortement striés.

## Répartition

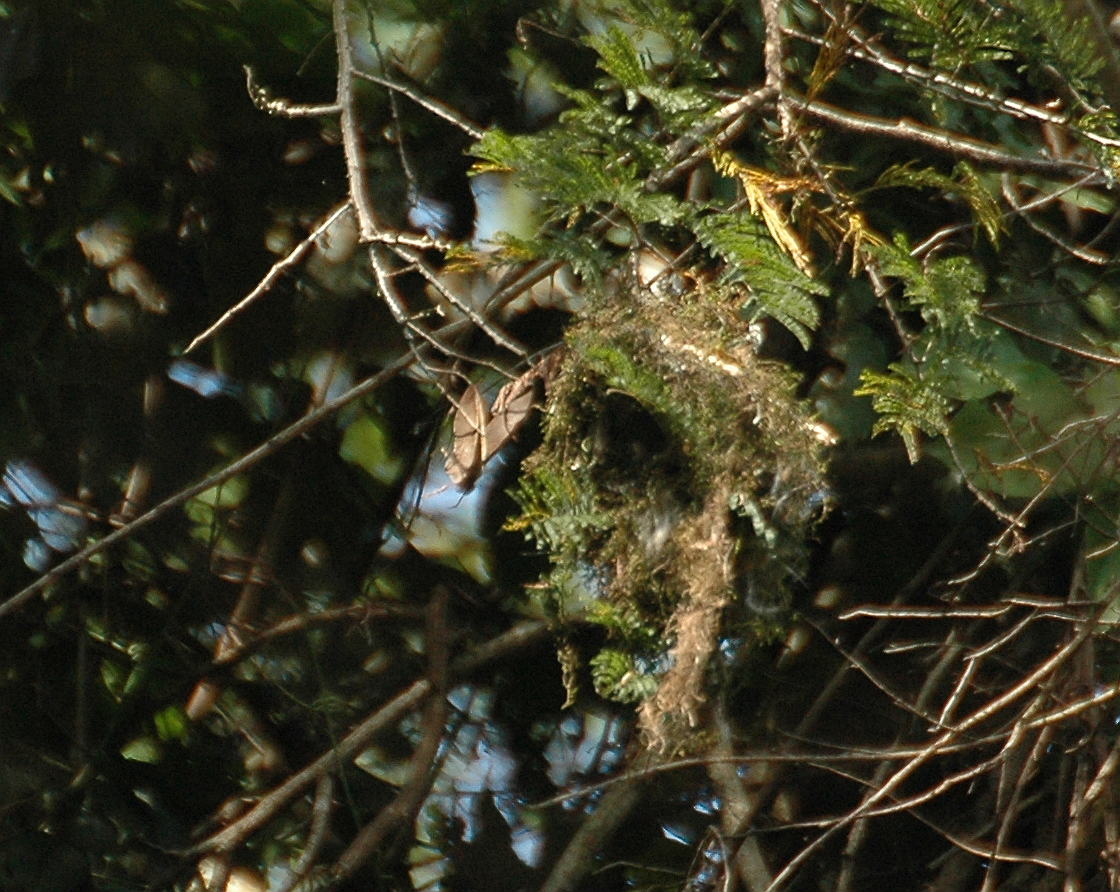
Nid

Cet oiseau est répandu en Afrique équatoriale.

## Habitat
Son habitat naturel est les forêts humides de plaine subtropicales ou tropicales.